# مارثا غوثري
مارثا غوثري (بالإنجليزية: Martha Guthrie)‏ هي لاعبة كرة مضرب أمريكية، ولدت في 1894، وتوفيت في 17 أغسطس 1941.